# Vịt cổ xanh
Vịt cổ xanh hay vịt bầu cổ xanh (danh pháp hai phần: Anas platyrhynchos), tên tiếng Anh là mallard (/ˈmælɑːrd, ˈmælərd/) hay wild duck, có lẽ là loài vịt được biết đến nhất và dễ nhận ra nhất, sinh sống trên khắp các vùng ôn đới và cận nhiệt đới tại châu Mỹ, Lục địa Á-Âu, châu Á, New Zealand (hiện là loài vịt phổ biến nhất tại đây), Úc, Peru, Brazil, Uruguay, Argentina, Chile, Colombia, Quần đảo Falkland và Nam Phi. Ở các vùng phía bắc, vịt cổ xanh di cư vào mùa đông. Ví dụ, ở Bắc Mỹ, vào mùa đông, vịt cổ xanh di cư về Mexico.
Vịt cổ xanh được cho là tổ tiên của tất cả các giống vịt nhà.
Hiệp ước bảo tồn chim nước di cư Á-Âu-Phi (Agreement on the Conservation of African-Eurasian Migratory Waterbirds - AEWA) áp dụng cho vịt cổ xanh.

## Ảnh

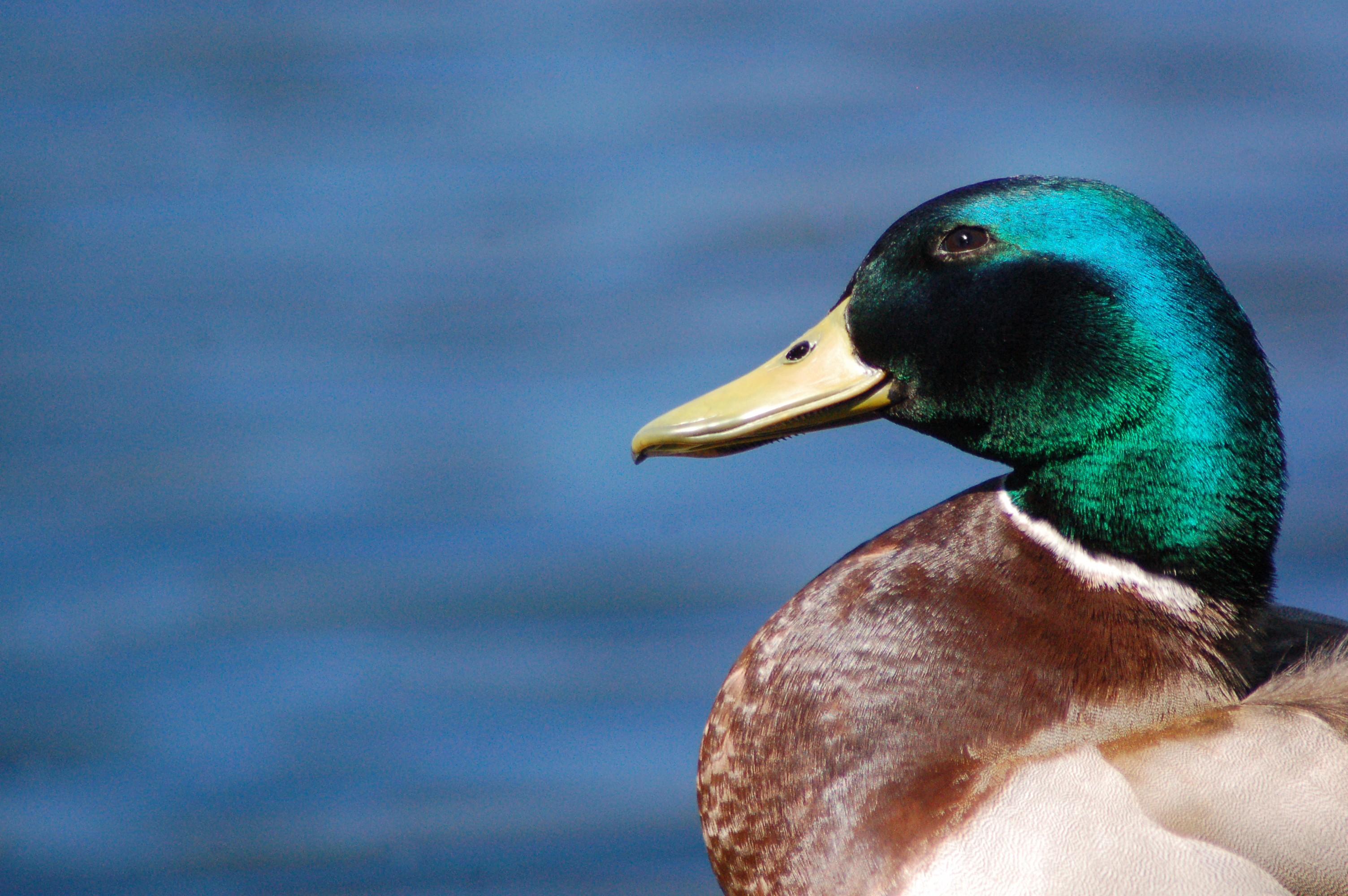
Màu xanh cổ vịt trên vịt trống
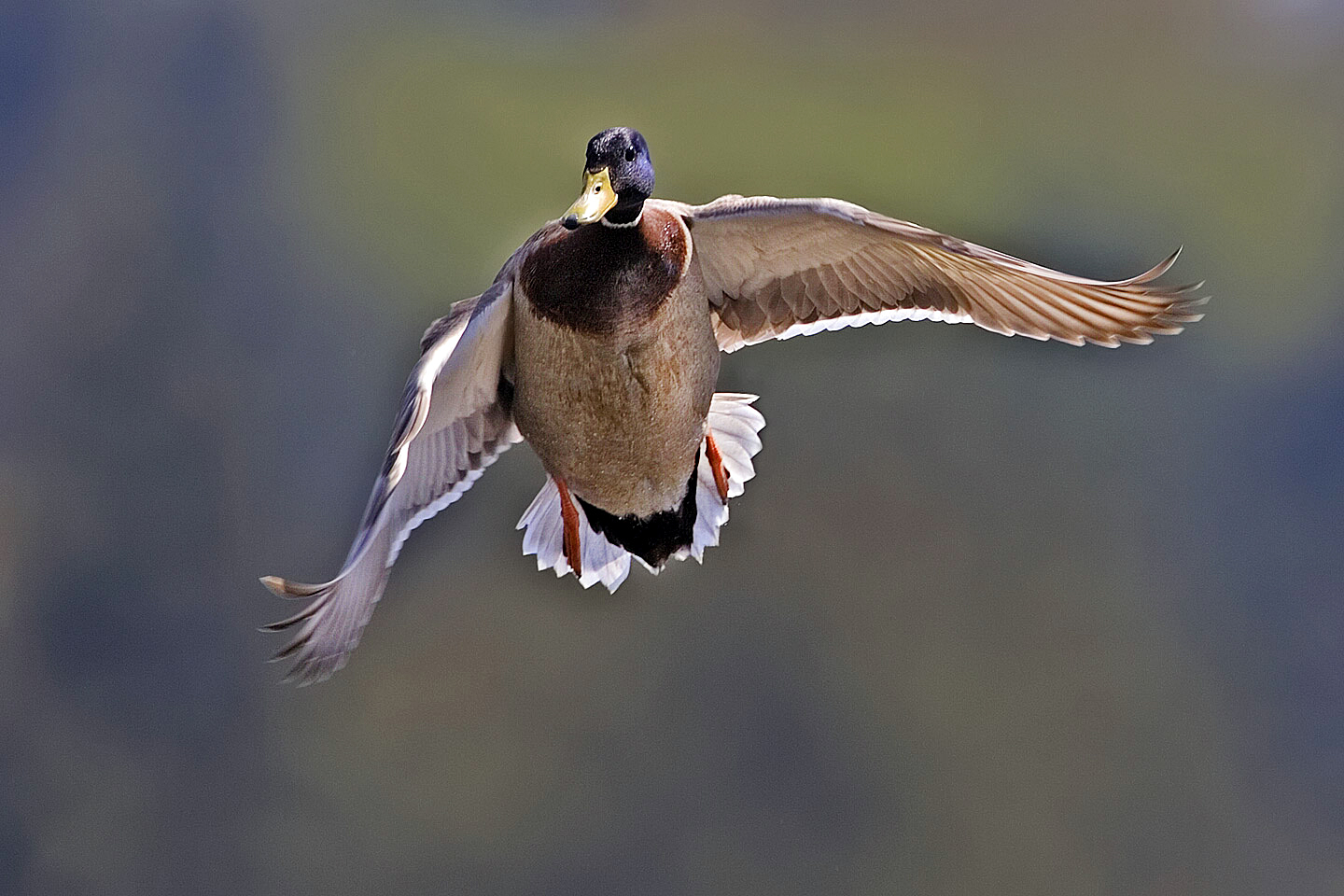
Vịt trống đang bay
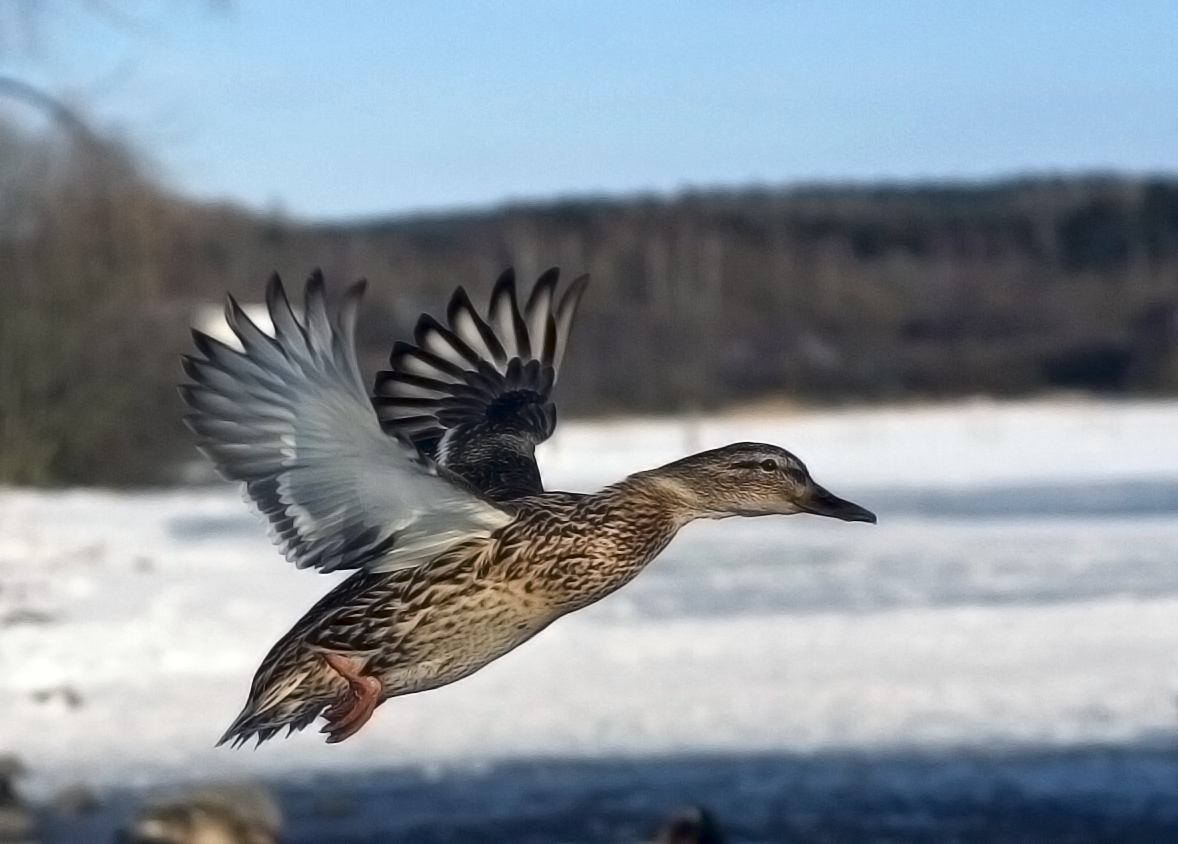
Vịt mái hạ cánh
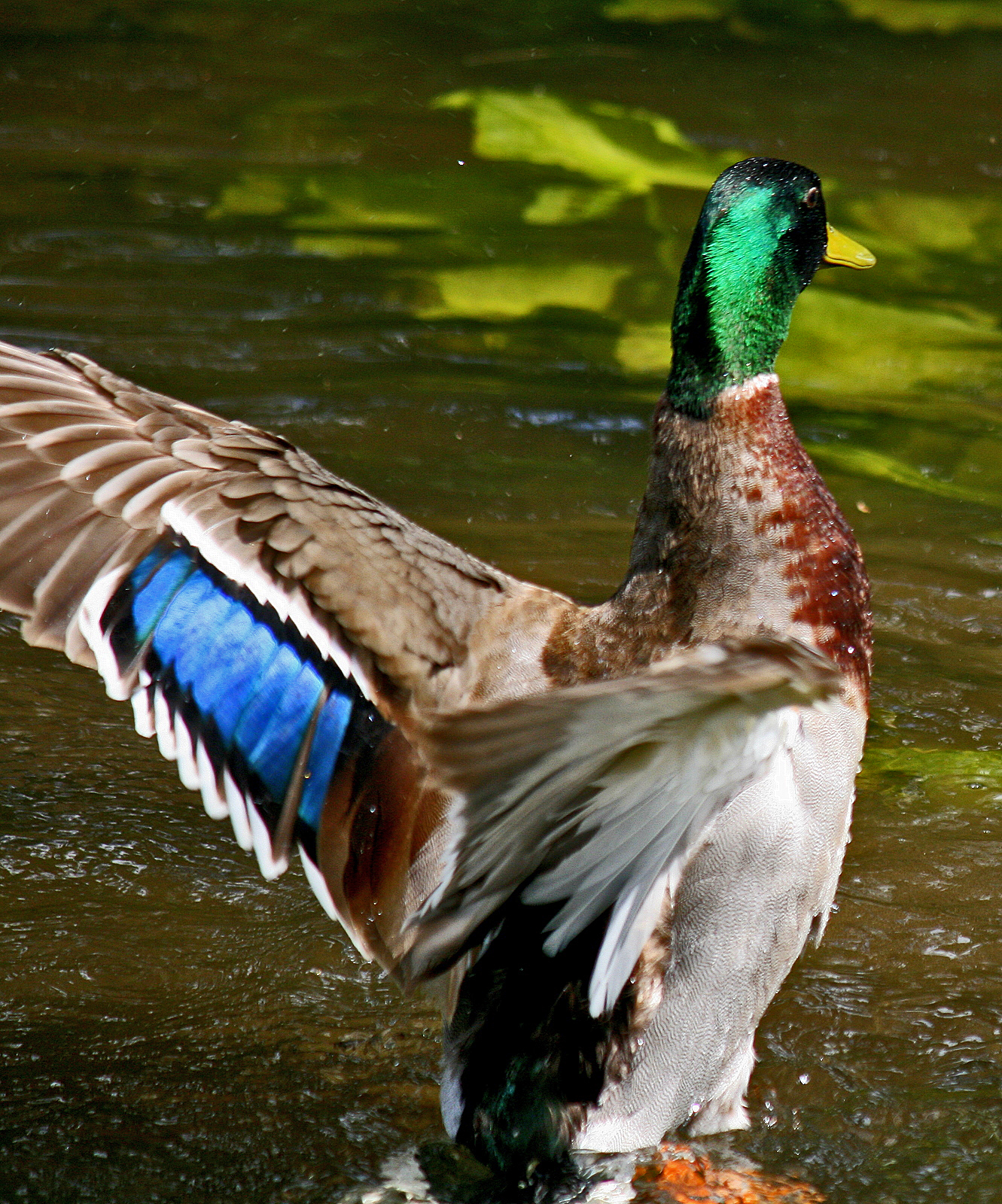
Phối màu lam-đen-trắng trên cánh vịt trống
Mẹ và con
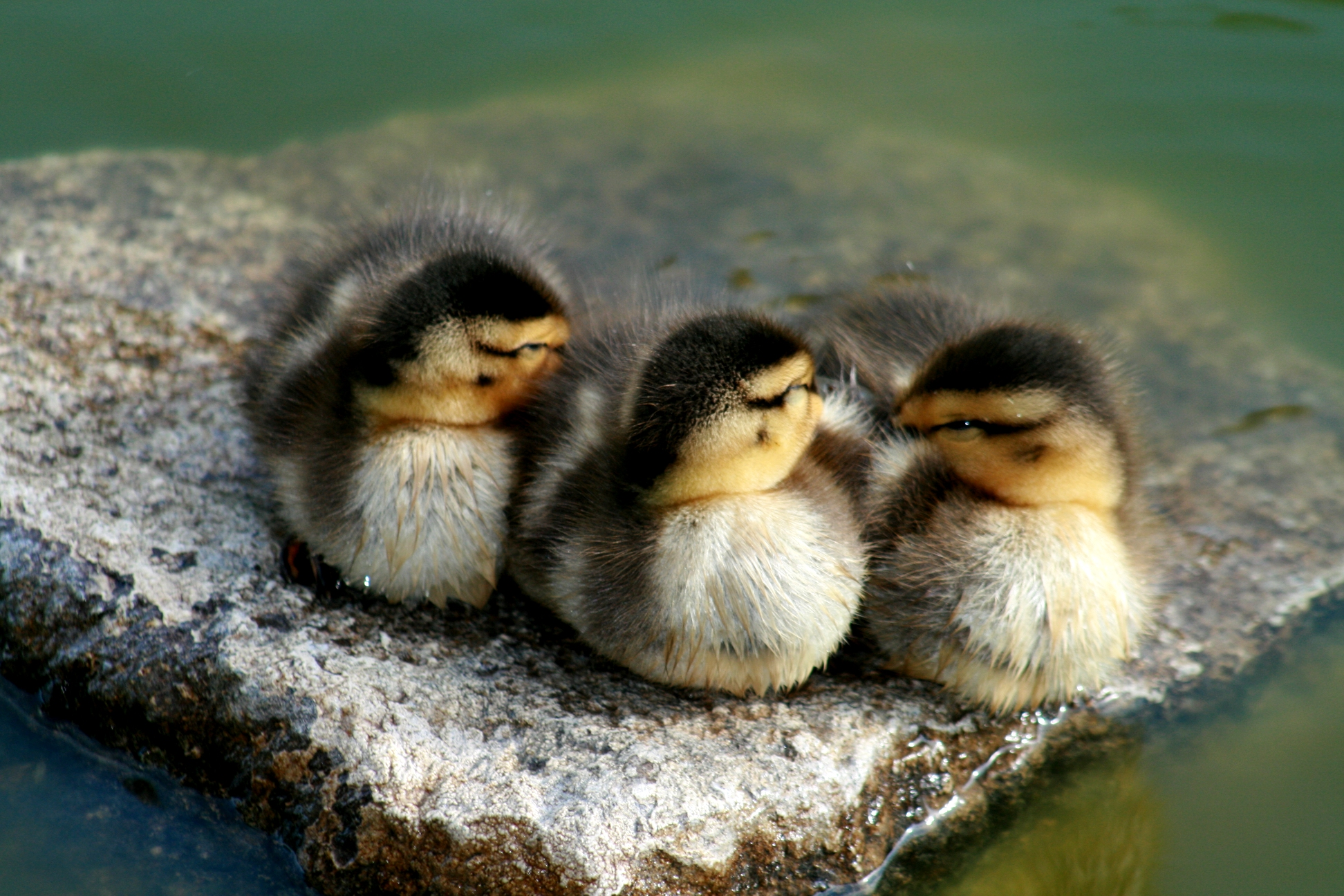
Ba vịt con.
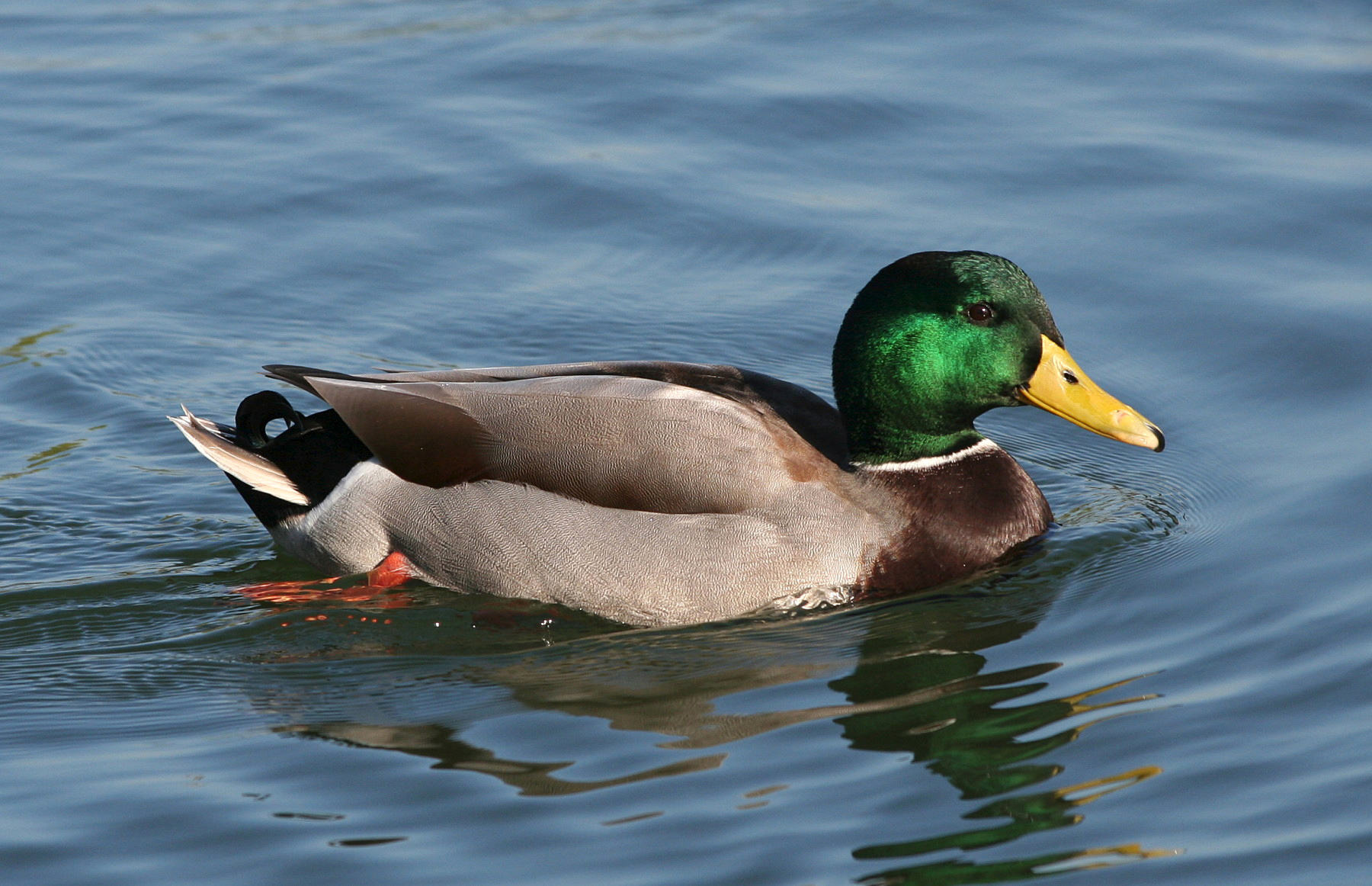
Vịt trống bơi.
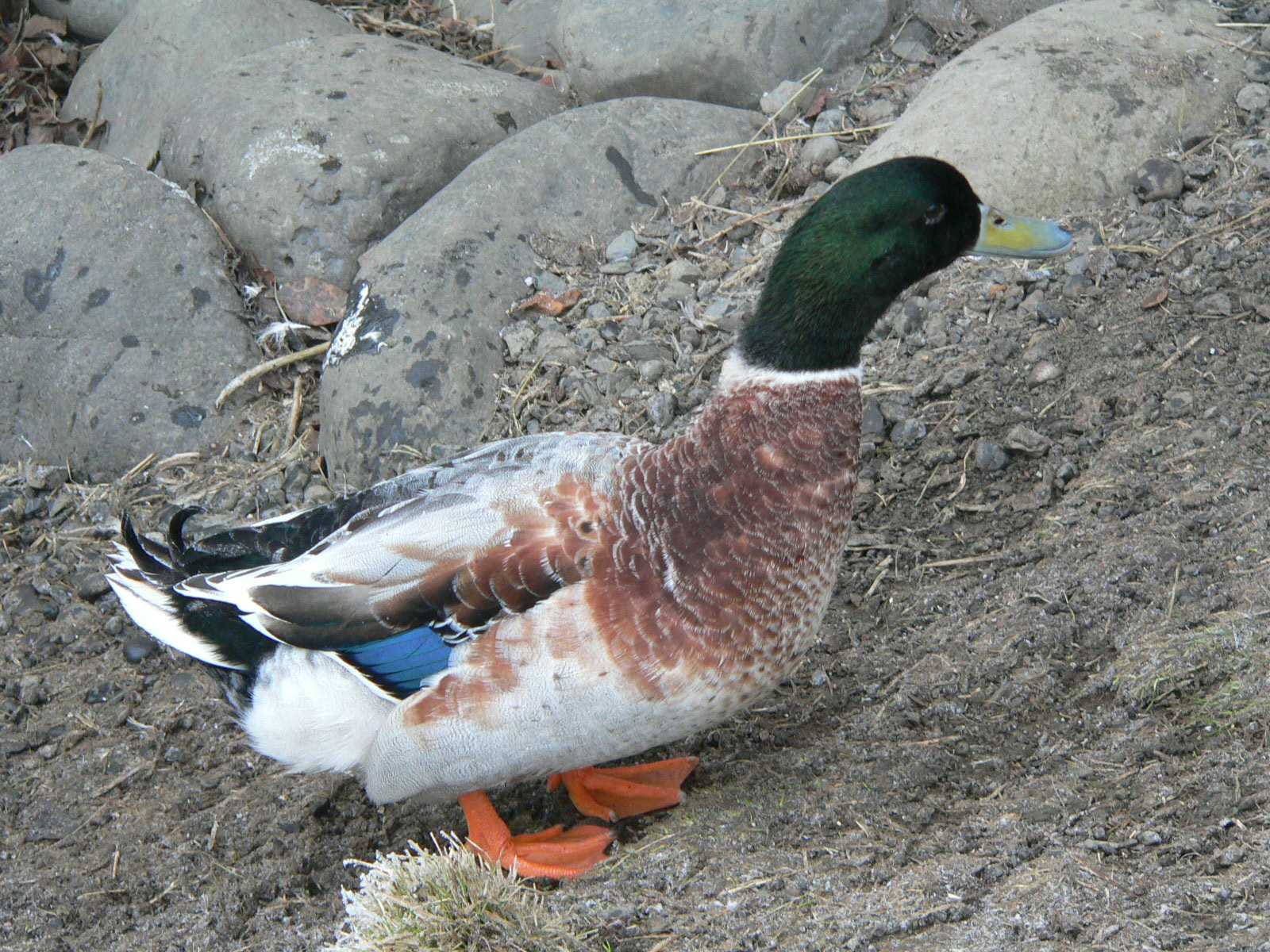
Vịt đực lai giữa vịt nhà và vịt cổ xanh, Akureyri (Iceland); lưu ý dáng bệ vệ.
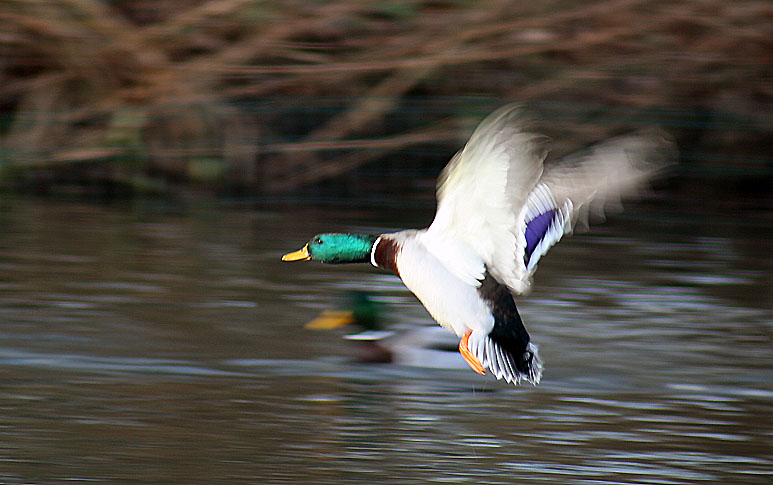
Vịt trống bay.
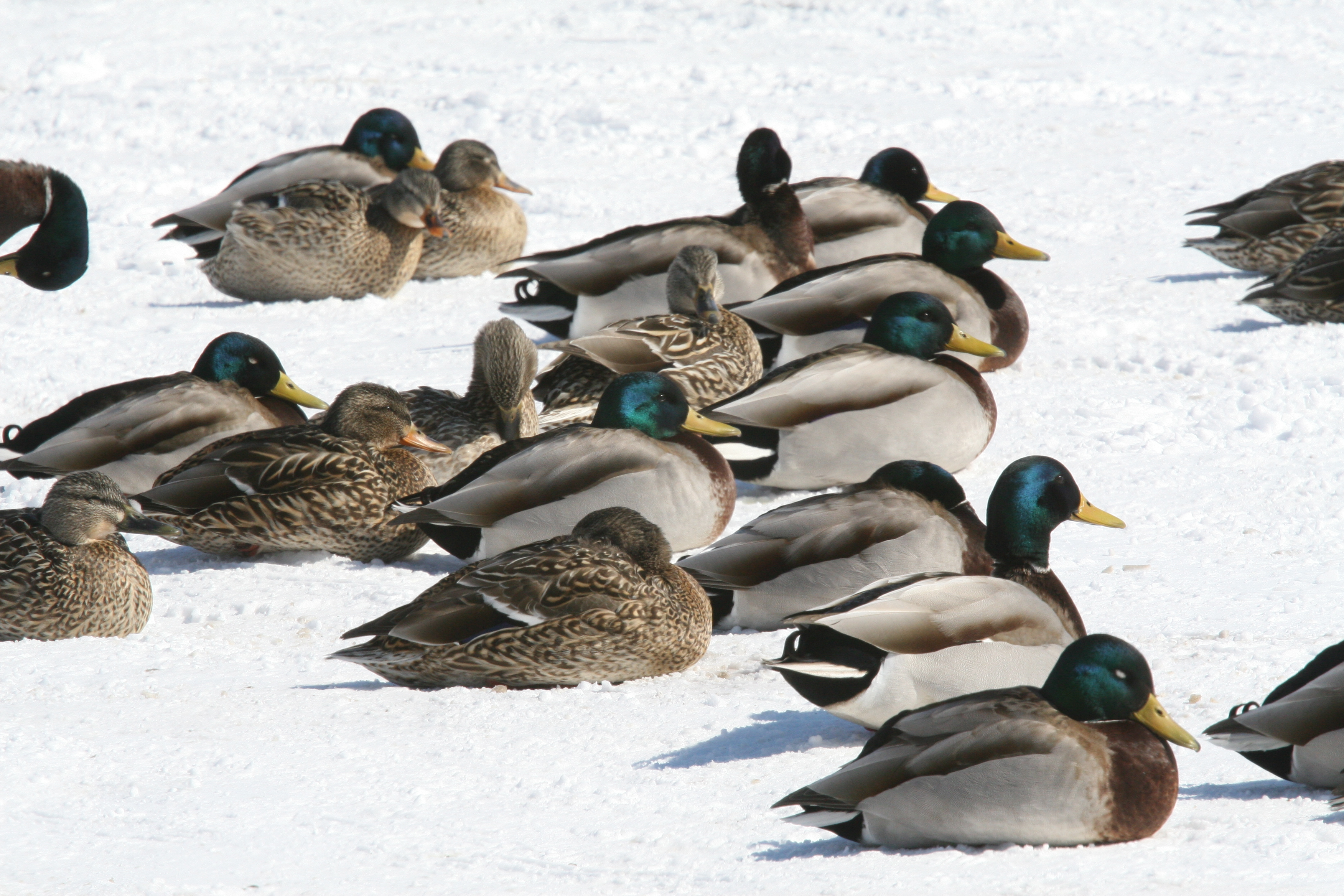
Vịt cổ xanh trên tuyết. Kingston, Ontario, Canada.
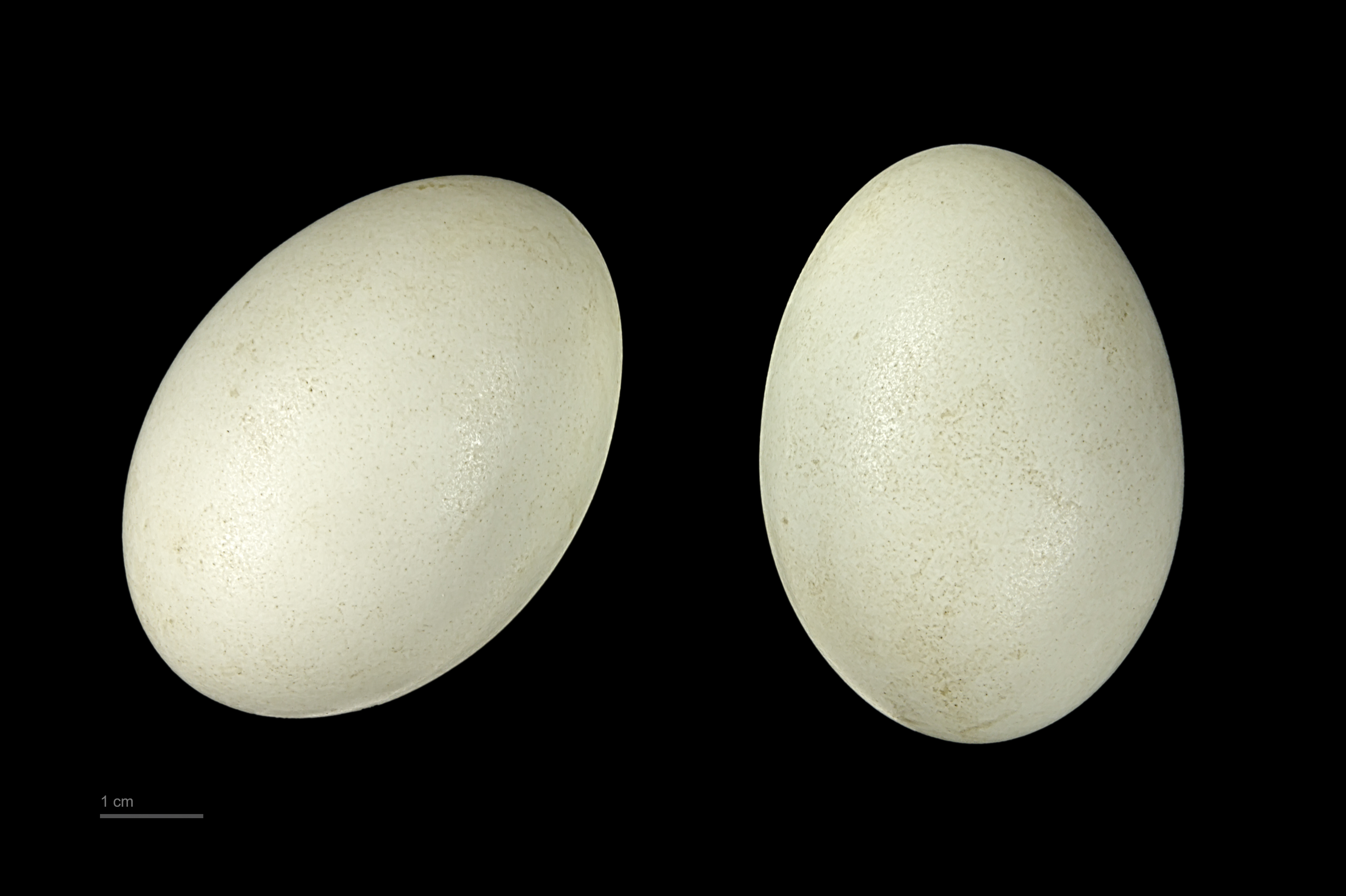
Museum specimen